# أوكسامنيكوين
أوكسامنيكين oxamniquune هو طارد للديدان[ ؟ ]. يعطى بجرعة وحيدة لعلاج العدوى المعوية. الديدان مع النشاط المضاد للديدان[ ؟ ] لمكافحة البلهارسيا المعوية، ولكن ليس ضد أنواع البلهارسيا الأخرى. أوكسامنيكين يسبب تحول الديدان[ ؟ ] إلى عروق المساريقي بالكبد حيث يتم الاحتفاظ بالديدان[ ؟ ] الذكور. الديدان[ ؟ ] الإناث تعود إلى المساريق، ولكن لم تعد قادرة على إنتاج البيض[ ؟ ].
يعتبر واحد من أدوية قائمة منظمة الصحة العالمية للأدوية الأساسية وهو من الأهمية بمكان في النظام الصحي

## الحركية الدوائية
- تصل تراكيزه البلازمية للذروة بعد ساعة إلى ثلاث ساعات من الجرعة، ونصف العمر هو 1,0-2,5 ساعة.
- يستقلب على نطاق واسع إلى مستقلبات غير نشطة، وبصورة رئيسية مشتق 6-كربوكسي، الذي تفرز في البول. ويفرز حوالي 70٪ من جرعة الأوكسامنيكين كمستقلب 6-كربوكسي في غضون 12 ساعة من الجرعة. كما تم الكشف عن آثار المستقلب 2-كربوكسي في البول.

## آلية العمل
أوكسامنيكين هو tetrahydroquinoline نصف صنعي، وربما يعمل عن طريق الحمض النووي, مما يؤدي إلى تقلص وشلل في الديدان وموتها. آليته البيوكيميائية تفترض أن تكون متعلقة بالتأثير المضاد للكولين، مما يزيد من حركية الطفيلي، وكذلك إلى تثبيط تخليق الأحماض النووية. أوكسامنيكين يعمل بشكل رئيسي على الديدان الذكور، ولكن أيضا يؤدي إلى تغييرات صغيرة على نسبة صغيرة من الإناث. مثل البرازيكوانتيل، فإنه يزيد من الضرر الشديد للغشاء الظهري من السطح البطني.

## الاستعمال
يستخدم أوكسامنيكين للعلاج من البلهارسيا.وفعال على قدم المساواة مع البرازيكوانتيل لعلاج الالتهابات المعوية. [بحاجة لمصدر]

## موانع الاستعمال والاحتياطات
أوكسامنيكين لا ينبغي أن يؤخذ أثناء الحمل. [بحاجة لمصدر]

## الآثار الجانبية
- جيد التحمل عموما عن طريق الفم.
- قد يسبب الدوخة مع أو بدون النعاس يحدث في ما لا يقل عن ثلث المرضى، بعد ثلاث ساعات من الجرعة، ويستمر عادة لمدة تصل إلى ست ساعات.
- الصداع.
- اضطرابات الجهاز الهضمي، مثل الغثيان، والتقيؤ، والإسهال.
- حساسية، بما في ذلك الشرى، والطفح الجلدي حاكة، والحمى.
- ارتفاع في قيم أنزيمات الكبد عابر في بعض المرضى.
- وقد تم الإبلاغ عن تشنجات صرعية، وخاصة في المرضى الذين لديهم تاريخ اضطرابات تشنجية.
- الهلوسة نادرة.
- قد تم الإبلاغ عن تلون البول بالأحمر، وربما يرجع ذلك إلى مستقلب الأوكسامنيكين.

## الجرعة
عن طريق الفم، 15 ملغ لكل كيلوغرام من وزن الجسم مرتين في اليوم لمدة يوم واحد.

## ستيريوشيميستري
أوكسامنيكين يحتوي على ستيريوسنتر ويتكون من اثنين إنانتيوميرس. هذا هو راسيمات، أي خليط 1: 1 من ( R ) و ( S ) - شكل:
| إنانتيوميرس من أوكسامنيكين | إنانتيوميرس من أوكسامنيكين |
| -------------------------- | -------------------------- |
| (R)-شكل                    | (S)-شكل                    |

## وصلات خارجية
- Drugs.com
- Schistosomiasis treatment